# Ніка Квеквескірі
Ніка Квеквескірі (груз. ნიკა კვეკვესკირი, нар. 29 травня 1992, Зугдіді, Грузія) — грузинський футболіст, півзахисник угорського клубу «Ньїредьгаза» та національної збірної Грузії.

## Ігрова кар'єра

### Клубна
Ніка Квеквескірі починав футбольну кар'єру у рідному місті Зугдіді, у клубі «Баія». У серпні 2009 року футболіст дебютував на дорослому рівні.
За два роки влітку 2011 року Ніка перейшов до складу найтитулованішого клубу Грузії -  тбіліського «Динамо». З яким у 2013 році зробив золотий дубль у грузинському футболі.
Перейшовши до складу клубу «Діла» (Горі) вже у 2015 році Квеквескірі допоміг клубу вперше в історії виграти чемпіонат Грузії.
В період з 2015 по 2017 роки Ніка Квеквескірі грав у чемпіонату Азербайджану, де разом з командами «Кешла» та «Габала» ставав призером національного чемпіонату та брав участь у матчах єврокубків.
У травні 2017 року Ніка прийняв запрошення від співвітчизника Омарі Тетрадзе, який на той момент тренував казахстанський «Тобол», та уклав угоду з клубом з Кустанаю. У клубі Ніка провів майже чотири роки і за цей час також ставав призером казахстанського чемпіонату.
В січні 2021 року Квеквескірі перейшов до польського клубу «Лех» з Познані.
На початку вересня 2024 року підписав контракт на рік з угорською «Ньїредьгазою».

### Збірна
З 2009 року Ніка Квеквескірі виступав за юнацькі та молодіжну збірні Грузії. У жовтні 2015 року у матчі відбору до Євро-2016 у матчі проти команди Гібралтару Квеквескірі дебютував у національній збірній Грузії.

## Досягнення
Динамо (Тбілісі)
 Чемпіон Грузії: 2012/13
 Переможець Кубка Грузії: 2012/13
Діла
 Чемпіон Грузії: 2014/15
Лех
 Чемпіон Польщі: 2021/22